# Schwimmeuropameisterschaften 1983
Die 16. Schwimmeuropameisterschaften fanden vom 22. bis 27. August 1983 in Rom statt und wurden von der Ligue Européenne de Natation (LEN) veranstaltet.
Die Schwimmeuropameisterschaften 1983 beinhalteten Wettbewerbe im Schwimmen, Kunst- und Turmspringen, Synchronschwimmen sowie das Wasserballturnier der Männer. Die Wettkämpfe fanden im Foro Italico statt.

## Beckenschwimmen

### Ergebnisse Männer
| Wettbewerb                 | Gold                                    | Gold     | Silber                          | Silber   | Bronze                                     | Bronze   |
| -------------------------- | --------------------------------------- | -------- | ------------------------------- | -------- | ------------------------------------------ | -------- |
| 100 m Freistil             | Per Johansson Schweden                  | 50.20    | Jörg Woithe DDR                 | 50.29    | Sergei Smirjagin Sowjetunion               | 50.35    |
| 200 m Freistil             | Michael Groß Bundesrepublik Deutschland | 1:47.87  | Jörg Woithe DDR                 | 1:50.18  | Thomas Fahrner Bundesrepublik Deutschland  | 1:50.92  |
| 400 m Freistil             | Wladimir Salnikow Sowjetunion           | 3:49.80  | Borut Petrič Jugoslawien        | 3:51.96  | Darjan Petrič Jugoslawien                  | 3:52.60  |
| 1500 m Freistil            | Wladimir Salnikow Sowjetunion           | 15:08.84 | Borut Petrič Jugoslawien        | 15:14.54 | Stefan Pfeiffer Bundesrepublik Deutschland | 15:16.85 |
| 100 m Rücken               | Dirk Richter DDR                        | 56.10    | Wladimir Schemetow Sowjetunion  | 56.38    | Sándor Wladár Ungarn                       | 57.16    |
| 200 m Rücken               | Sergei Sabolotnow Sowjetunion           | 2:01.00  | Sándor Wladár Ungarn            | 2:01.61  | Frank Baltrusch DDR                        | 2:02.46  |
| 100 m Brust                | Robertas Žulpa Sowjetunion              | 1:03.32  | Adrian Moorhouse Großbritannien | 1:03.37  | Gerald Mörken Bundesrepublik Deutschland   | 1:04.16  |
| 200 m Brust                | Adrian Moorhouse Großbritannien         | 2:17.49  | Albán Vermes Ungarn             | 2:18.27  | Robertas Žulpa Sowjetunion                 | 2:18.72  |
| 100 m Schmetterling        | Michael Groß Bundesrepublik Deutschland | 54.00    | David López-Zubero Spanien      | 54.77    | Alexei Markowski Sowjetunion               | 54.81    |
| 200 m Schmetterling        | Michael Groß Bundesrepublik Deutschland | 1:57.05  | Serhij Fessenko Sowjetunion     | 1:59.74  | Paolo Revelli Italien                      | 1:59.84  |
| 200 m Lagen                | Giovanni Franceschi Italien             | 2:02.48  | Jens-Peter Berndt DDR           | 2:02.95  | Josef Hladký Tschechoslowakei              | 2:03.55  |
| 400 m Lagen                | Giovanni Franceschi Italien             | 4:20.41  | Jens-Peter Berndt DDR           | 4:20.81  | Josef Hladký Tschechoslowakei              | 4:23.52  |
| 4 × 100 m Freistil Staffel | Sowjetunion                             | 3:20.88  | Schweden                        | 3:22.02  | Deutsche Demokratische Republik            | 3:23.02  |
| 4 × 200 m Freistil Staffel | BR Deutschland                          | 7:20.40  | Deutsche Demokratische Republik | 7:23.01  | Italien                                    | 7:26.01  |
| 4 × 100 m Lagen Staffel    | Sowjetunion                             | 3:43.99  | BR Deutschland                  | 3:44.79  | Deutsche Demokratische Republik            | 3:45.54  |

### Ergebnisse Frauen
| Wettbewerb                 | Gold                            | Gold    | Silber                 | Silber  | Bronze                                   | Bronze  |
| -------------------------- | ------------------------------- | ------- | ---------------------- | ------- | ---------------------------------------- | ------- |
| 100 m Freistil             | Birgit Meineke DDR              | 55.18   | Kristin Otto DDR       | 55.52   | Conny van Bentum Niederlande             | 56.61   |
| 200 m Freistil             | Birgit Meineke DDR              | 1:59.45 | Astrid Strauß DDR      | 2:00.16 | Conny van Bentum Niederlande             | 2:00.61 |
| 400 m Freistil             | Astrid Strauß DDR               | 4:08.07 | Anke Sonnenbrodt DDR   | 4:10.37 | Irina Laricheva Sowjetunion              | 4:12.90 |
| 800 m Freistil             | Astrid Strauß DDR               | 8:32.12 | Anke Sonnenbrodt DDR   | 8:37.72 | Sarah Hardcastle Großbritannien          | 8:40.44 |
| 100 m Rücken               | Ina Kleber DDR                  | 1:01.79 | Cornelia Sirch DDR     | 1:02.46 | Carmen Bunaciu Rumänien                  | 1:03.08 |
| 200 m Rücken               | Cornelia Sirch DDR              | 2:12.05 | Kathrin Zimmermann DDR | 2:12.36 | Larisa Gorchakova Sowjetunion            | 2:14.41 |
| 100 m Brust                | Ute Geweniger DDR               | 1:08.51 | Sylvia Gerasch DDR     | 1:09.62 | Tania Bogomilova Bulgarien               | 1:10.77 |
| 200 m Brust                | Ute Geweniger DDR               | 2:30.64 | Sylvia Gerasch DDR     | 2:30.67 | Olga Selenkova Sowjetunion               | 2:33.10 |
| 100 m Schmetterling        | Ines Geißler DDR                | 1:00.31 | Cornelia Polit DDR     | 1:00.92 | Cinzia Savi Scarponi Italien             | 1:01.37 |
| 200 m Schmetterling        | Cornelia Polit DDR              | 2:07.82 | Ines Geißler DDR       | 2:08.09 | Conny van Bentum Niederlande             | 2:12.87 |
| 200 m Lagen                | Ute Geweniger DDR               | 2:13.07 | Kathleen Nord DDR      | 2:15.55 | Irina Gerassimowa Sowjetunion            | 2:16.72 |
| 400 m Lagen                | Kathleen Nord DDR               | 4:39.95 | Petra Schneider DDR    | 4:40.34 | Petra Zindler Bundesrepublik Deutschland | 4:47.90 |
| 4 × 100 m Freistil Staffel | Deutsche Demokratische Republik | 3:44.72 | Niederlande            | 3:48.24 | BR Deutschland                           | 3:49.86 |
| 4 × 200 m Freistil Staffel | Deutsche Demokratische Republik | 8:02.27 | BR Deutschland         | 8:11.69 | Niederlande                              | 8:12.41 |
| 4 × 100 m Lagen Staffel    | Deutsche Demokratische Republik | 4:05.79 | Niederlande            | 4:12.78 | BR Deutschland                           | 4:13.25 |

## Kunst- und Turmspringen

### Ergebnisse Männer
| Wettbewerb | Gold                           | Silber                            | Bronze                             |
| ---------- | ------------------------------ | --------------------------------- | ---------------------------------- |
| 3 m        | Petar Georgiew Bulgarien       | Nikolay Droshin Sowjetunion       | Chris Snode Vereinigtes Königreich |
| 10 m       | Dawit Hambarzumjan Sowjetunion | Wjatscheslaw Troschin Sowjetunion | Steffen Haage DDR                  |

### Ergebnisse Frauen
| Wettbewerb | Gold                       | Silber                               | Bronze                       |
| ---------- | -------------------------- | ------------------------------------ | ---------------------------- |
| 3 m        | Brita Baldus DDR           | Tatyana Alyabeva Sowjetunion         | Daphne Jongejans Niederlande |
| 10 m       | Alla Lobankina Sowjetunion | Anschela Stassjulewitsch Sowjetunion | Ramona Wenzel DDR            |

## Synchronschwimmen
| Wettbewerb | Gold                                      | Silber                                                     | Bronze                                     |
| ---------- | ----------------------------------------- | ---------------------------------------------------------- | ------------------------------------------ |
| Einzel     | Carolyn Wilson Großbritannien             | Muriel Hermine Frankreich                                  | Gudrun Hänisch Bundesrepublik Deutschland  |
| Duett      | Amanda Dodd Carolyn Wilson Großbritannien | Gudrun Hänisch Gerlind Scheller Bundesrepublik Deutschland | Catrien Eijken Marijke Engelen Niederlande |
| Gruppe     | Vereinigtes Königreich                    | Niederlande                                                | BR Deutschland                             |

## Wasserball

### Ergebnisse Männer
| Wettbewerb | Gold        | Silber | Bronze  |
| ---------- | ----------- | ------ | ------- |
| Mannschaft | Sowjetunion | Ungarn | Spanien |